# Père, fils
Pour les articles homonymes, voir Père et Fils.
Pour plus de détails, voir Fiche technique et Distribution.
Père, fils (en russe : Отец и сын, Otets i syn, littéralement « père et fils ») est un film russo-germano-italo-néerlandais réalisé par Alexandre Sokourov en 2003.

## Synopsis
Le film évoque la vie commune d'un père et de son fils, liés par des sentiments proches d'un certain mysticisme (témoin la phrase de saint Jean Chrysostome : « Tout père crucifie son fils, tout fils se laisse crucifier par son père »), mais aussi par la carrière militaire. L'on suit les deux hommes dans leur appartement, autour de lui, et dans les rues de Saint-Pétersbourg. Cette existence n'est pas sans répercussion sur la relation que le fils est en train de nouer avec une jeune fille.

## Fiche technique
- Titre : Отец и сын
- Langue : Russe
- Réalisateur : Alexandre Sokourov
- Scénario : Sergueï Potepalov
- Production : Thomas Kufus
- Sociétés de production : Nikola Film, Isabella Film B.V., Lumen Film, Mikado Film, Zero Film GmbH
- Pays de production :  Russie,  Allemagne,  Italie,  Pays-Bas et  France
- Durée : 97 minutes (1 h 37)
- Genre : drame
- Dates de sortie : 
  - France : 23 mai 2003 (Festival de Cannes} ; 21 janvier 2004 (sortie nationale)
  - Russie : 12 septembre 2003

## Distribution
- Andrei Chtchetinin : le père
- Aleksei Neymychev : le fils